# Aleksei Ríkov
Aleksei Ivànovitx Ríkov (en rus: Алексей Иванович Рыков) (Saràtov, 25 de febrer de 1881 - Moscou, 15 de març de 1938) va ser un revolucionari bolxevic i polític soviètic.

## Abans de la Revolució Russa
Ríkov va néixer a Saràtov el 25 de febrer de 1881 en el si d'una família pagesa. Es va afiliar al Partit Obrer Socialdemòcrata Rus (POSDR) el 1898 i es va unir a la seva tendència bolxevic després de la divisió escenificada en el 2n Congrés del POSDR de 1903. Ríkov treballà com a revolucionari professional a Moscou i Sant Petersburg i va participar activament en la Revolució Russa de 1905. Va ser elegit membre del Comitè Central en el 3r Congrés del PCUS (boicotejat pels menxevics) de Londres de 1905 i en el 4t Congrés del PCUS (d'unificació), celebrat a Copenhaguen el 1906. En el 5è Congrés va passar a ser membre suplent del Comitè Central.
Ríkov va donar suport al líder bolxevic Lenin en la seva lluita contra Aleksandr Bogdànov per la direcció del corrent bolxevic de 1908 a 1909 i va votar per expulsar Bogdànov en la conferència celebrada el juny de 1909 a París. No obstant això, es va oposar a la proposta de Lenin de formar definitivament un Partit independent el 1912. La disputa va ser interrompuda per la deportació de Ríkov a Sibèria.
Ríkov tornà de Sibèria després de la Revolució de febrer de 1917 i es va unir de nou als bolxevics. Es va convertir en membre del Soviet de Petrograd i posteriorment del de Moscou. En el 6è Congrés del Partit Bolxevic, celebrat del juliol a l'agost de 1917, va ser elegit membre del Comitè Central. Durant la Revolució d'Octubre va ser membre del Comitè Militar Revolucionari que va preparar la insurrecció a Moscou.

## Després de la Revolució de 1917
Després de la presa del poder, Ríkov va ser nomenat Comissari del Poble (ministre) de l'Interior. El 10 de novembre, tres dies després de la insurrecció, el sindicat de ferroviaris va convocar una vaga general del seu sector contra els bolxevics. Grigori Zinóviev, Lev Kàmenev i els seus aliats al CC argumentaren que no hi havia una altra elecció sinó entaular negociacions en un sector estratègic. Encara que la posició de Kàmenev, Zinóviev i Ríkov era majoritària, la ràpida derrota dels contrarevolucionaris a Petrograd va permetre Lenin i Trotski convèncer la resta per abandonar el procés de negociació. Com a resposta, Zinóviev, Kàmenev, Ríkov, Vladímir Miliutin i Víktor Noguin van dimitir com a membres del Comitè Central i del govern el 16 de novembre.
El 3 d'abril de 1918, Ríkov va ser nomenat president del Consell Superior d'Economia Nacional, exercint aquest lloc durant la Guerra Civil Russa. El 5 de juliol de 1919 va ser elegit membre del reorganitzat Comitè Militar Revolucionari, on va romandre fins a l'octubre d'aquell mateix any. Entre juliol de 1919 i agost de 1921, va ser així mateix representant especial del Consell de Treball i Defensa per a l'abastament de l'Exèrcit Roig i l'Armada. Ríkov va ser escollit de nou membre del Comitè Central del Partit Comunista de la Unió Soviètica el 5 d'abril de 1920, després del 9è Congrés, així com del Buró d'Organització, on va romandre fins al 23 de maig de 1924.
Després de la victòria revolucionària en la Guerra Civil, Ríkov dimití de la direcció del Consell Superior d'Economia Nacional el 28 de maig de 1921. El 26 de maig va passar a ser vicepresident del Consell de Treball i Defensa de la RSFS de Rússia. Amb l'empitjorament de la malaltia de Lenin, Ríkov va ser designat vicepresident del Consell de Comissaris del Poble el 29 de desembre. Ríkov va ser elegit membre del Politburó el 3 d'abril de 1922 després de l'11è Congrés. Després de la fundació de la Unió Soviètica el desembre de 1922, Ríkov va ser nomenat president del Consell Superior d'Economia Nacional de l'URSS i vicepresident del Consell de Comissaris del Poble de l'URSS el 6 de juliol de 1923.
Després de la mort de Lenin el 21 de gener de 1924, Ríkov dimití com a president del Consell Superior d'Economia Nacional de l'URSS i va ser elegit president del Consell de Comissaris del Poble tant de l'URSS com de Rússia el 2 de febrer. L'altre lloc de Lenin, el de president del Consell de Treball i Defensa de l'URSS, va ser pres pel seu altre vicepresident, Lev Kàmenev.
Al costat de Nikolai Bukharin i Mikhaïl Tomski, Ríkov va formar l'ala moderada del Partit Comunista en els anys 20, defensant la restauració parcial de l'economia de mercat sota les polítiques de la NEP. Els moderats van donar suport a Stalin, Zinóviev i Kàmenev contra l'Oposició d'esquerres de Lev Trotski de 1923 a 1924. Després de la derrota de Trotski i la ruptura de Stalin amb Zinóviev i Kàmenev el 1925, Ríkov, Bukharin i Tomski van donar suport a Stalin contra l'Oposició Unificada de Trotski, Zinóviev i Kàmenev el 1926 fins a 1927. Després de la crítica de Kàmenev a Stalin en el 14è Congrés, desembre de 1925, va perdre la presidència del Consell de Treball i Defensa de l'URSS, sent substituït per Ríkov el 19 de gener de 1926.

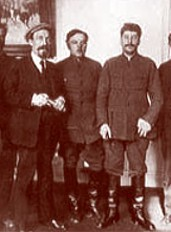
Ríkov, Voroixílov i Stalin.

Una vegada més l'Oposició Unificada va ser derrotada el desembre de 1927, a partir de la qual Stalin reorientà la seva política aplicant les propostes d'industrialització dels oposicionistes, enfrontant, per tant, l'ala dreta del Partit. Els dos corrents maniobraren després al llarg de 1928. De febrer a abril de 1929 la burocràcia va vèncer l'oposició de dretes i forçada a "admetre els seus errors" el novembre d'aquell any. Ríkov va perdre el seu lloc com a president del Consell Superior d'Economia Nacional rus el 18 de maig de 1929, però va retenir els seus dos altres llocs. El desembre de 1930, després d'una altra derrota dels dretans, Ríkov va perdre el seu lloc al Politburó (el 21 de desembre). Va ser substituït per Viatxeslav Mólotov en les seves presidències dels Consells de Treball i Defensa i d'Economia Nacional de l'URSS el 19 de desembre.
El 30 de maig de 1931, Ríkov va ser nomenat Comissari del Poble de Correus i Telègrafs, un ministeri que va conservar després de la seva reorganització com Comissariat del Poble de Comunicacions el gener de 1932. El 10 de febrer de 1934 va ser degradat a membre candidat del Comitè Central. El 26 de setembre de 1936, en l'onada d'acusacions realitzada en els primers Judicis de Moscou contra Kàmenev i Zinóviev, i després del suïcidi de Tomski, Ríkov va perdre la seva posició com Comissari del Poble, encara que va continuar al Comitè Central.
Al mateix temps que la Gran Purga de Stalin s'intensificava a començaments de 1937, Ríkov i Bukharin van ser expulsats del PCUS i arrestats a la sessió del Comitè Central del 27 de febrer. El març de 1938 Ríkov, al costat de Bukharin, Guénrikh Iagoda, Nikolai Krestinski i Christian Rakovski, va ser jutjat en el tercer Judici de Moscou acusat d'haver conspirat amb Trotski contra Stalin, trobat culpable de traïció i executat. El govern soviètic va anul·lar la sentència i rehabilità a Ríkov durant la Perestroika, el 1988.